# Muttersberg

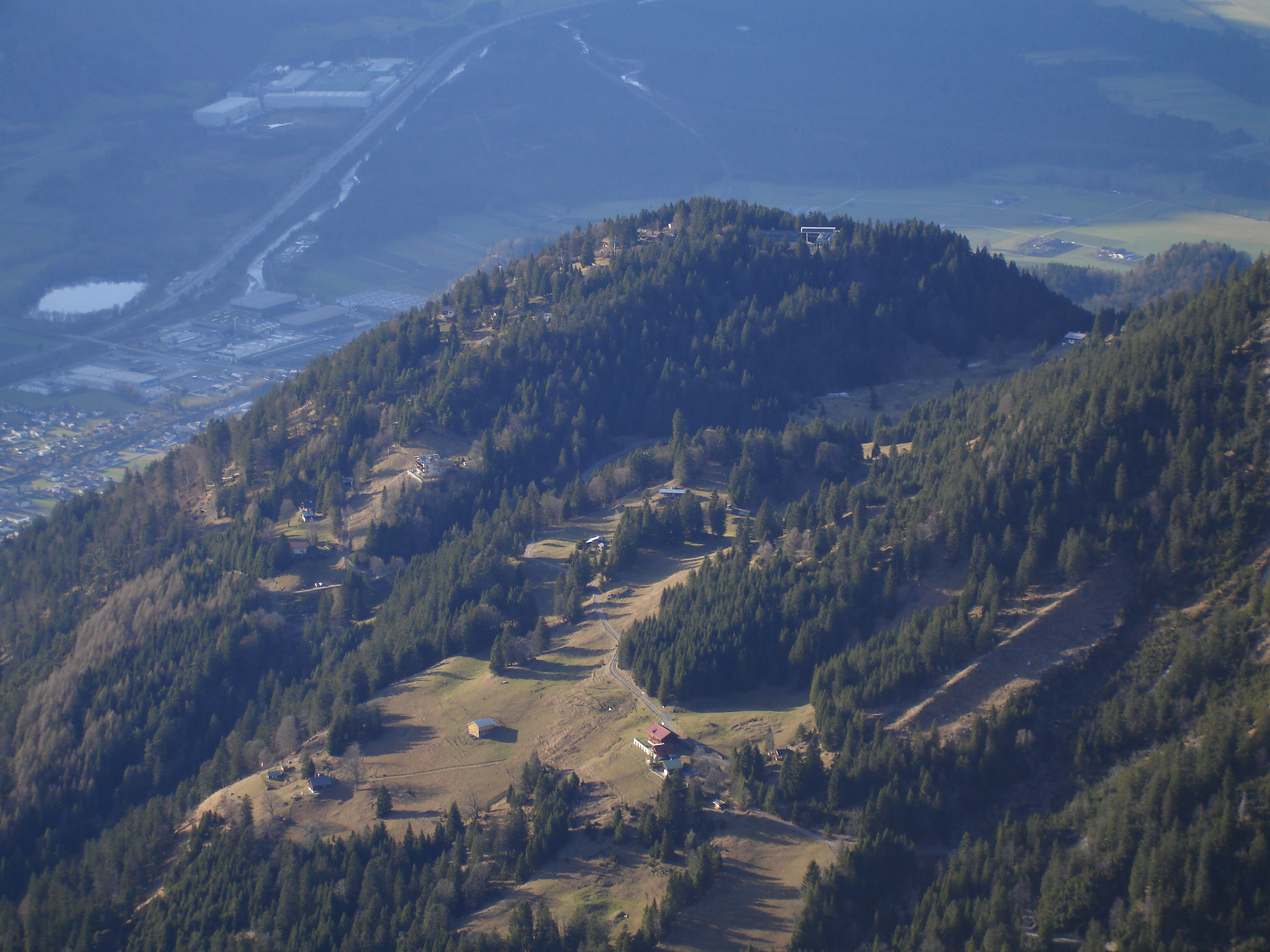
Streusiedlung Muttersberg und Madeisakopf mit Seilbahnstation vom Breithorn

Muttersberg ist eine Streusiedlung am Madeisakopf (1402 m) im Lechquellengebirge. Sie liegt oberhalb der Stadt Bludenz auf dem Gebiet der Gemeinde Nüziders in Vorarlberg.
Nordwestlich und oberhalb des Muttersbergs liegt, durch einen Sattel getrennt, der Hohe Fraßen (1979 m), auf dessen Westflanke auch die Walsersiedlung des Ludescherberges liegt. Die Gehzeit von Bludenz oder Nüziders über Laz auf den Muttersberg beträgt etwa 2 bis 2½ Stunden.

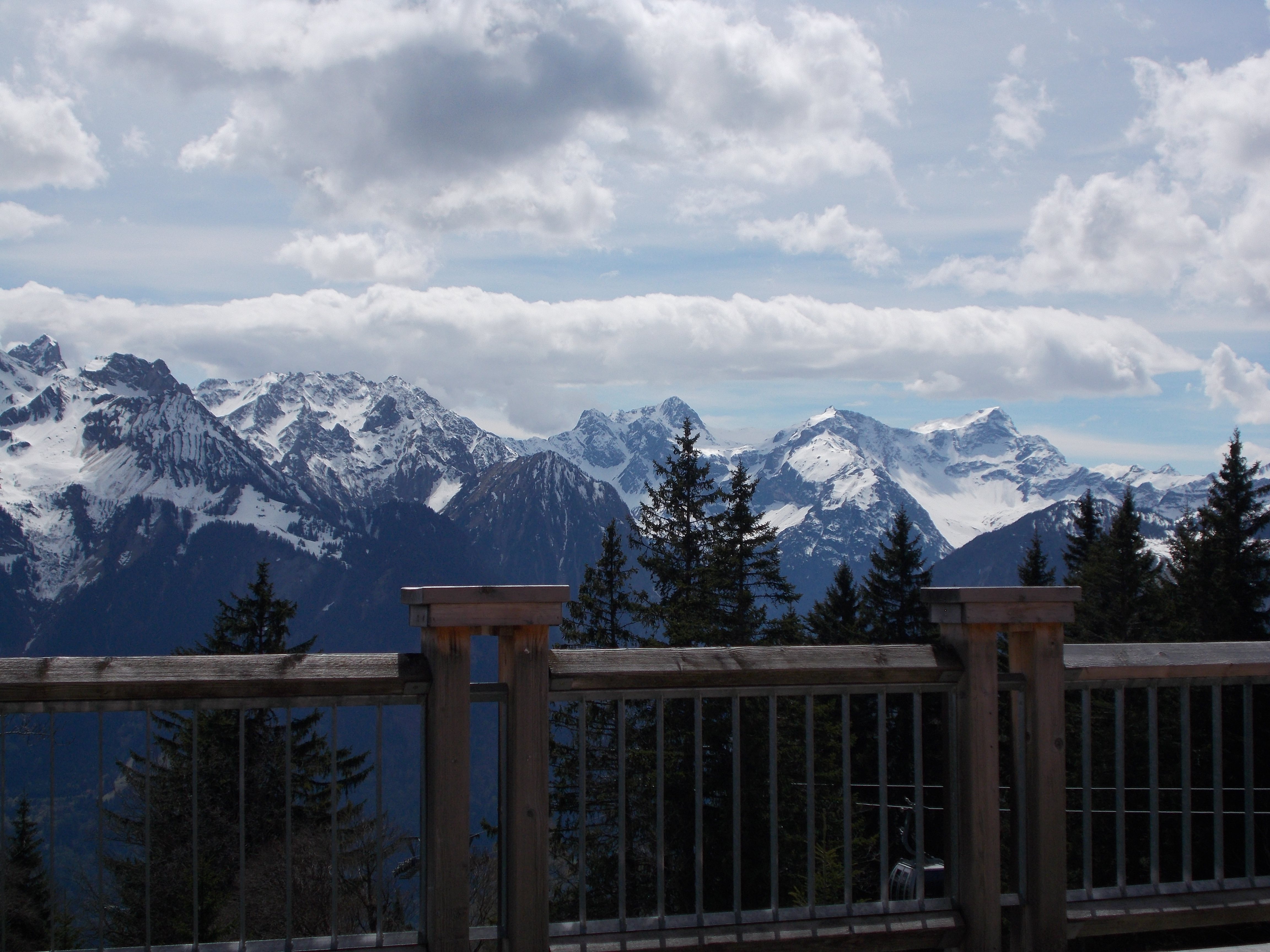
Blick von der Terrasse des Muttersberg-Restaurants auf den Rätikon mit der Schesaplana in der Bildmitte.

Das Gebiet oberhalb des Galgentobels ist auch durch die Muttersberg-Seilbahn erschlossen – sie wurde am 14. Oktober 1956 eröffnet. Es stellt ein beliebtes Ausflugsziel mit schöner Aussicht über den ganzen Talkessel, den Rätikon, in die Silvretta und zum Alpstein dar. 2002 erfolgte ein Neubau der Seilbahn durch die Silvretta Nova Bergbahnen. Neben der Bergstation steht ein Großrestaurant.
Vom 14. bis 27. März 1972 ereignete sich oberhalb des Muttersbergs, am Südosthang des Hohen Fraßens, einer der bisher größten Waldbrände Österreichs, bei dem etwa 56 ha Schutzwald zerstört wurden. Am 25. März 2018 brannte es auf 13720 m² im Bereich der Seilbahntrasse. Ursache soll eine heißgelaufene Bremsscheibe eines Fahrrades gewesen sein.

## Wanderrouten
Von der Bergstation der Muttersberg-Bahn bieten sich die folgenden Wanderungen an – alle Routenangaben sind mit Gesamtgehzeit angegeben:
- Madeisa-Rundweg über Fraßenhütte (1725 m; Hütte des OeAV Sektion Vorarlberg): 2 ½ Stunden[4]
- Elsalpe (1594 m) mit gleicher Route als Rückweg: 3 Stunden
- Hoher Fraßen (1979 m) mit Rundweg über Frassenhütte und gleicher Route als Rückweg: 3 ½ Stunden

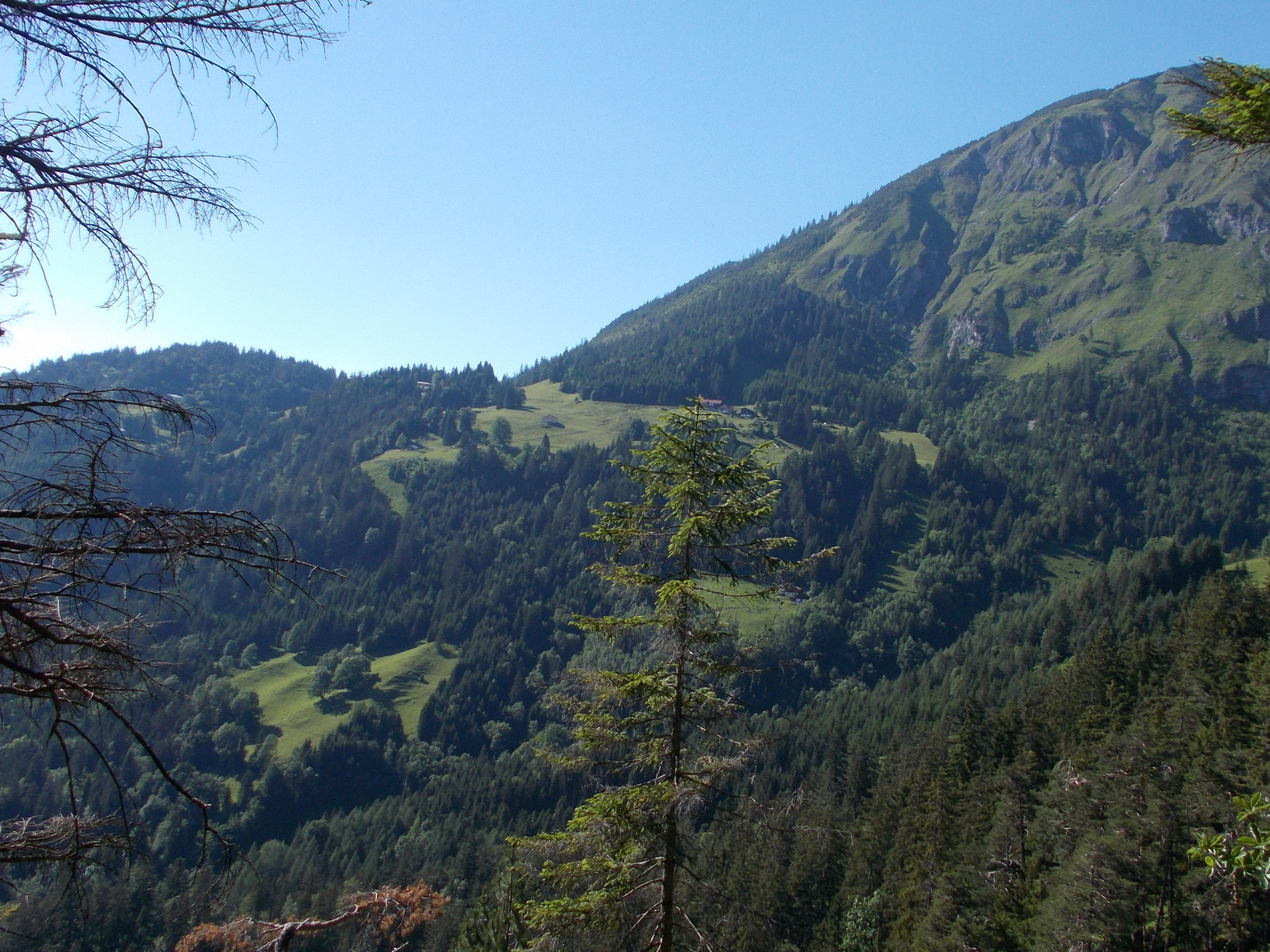
Madeisakopf (links), Streusiedlung Muttersberg und rechts der Rappaschrofen (ein Teil des Hohen Fraßens), vom Armatin-Höhenweg aus gesehen.

- Madeisakopf (links), Streusiedlung Muttersberg und rechts der Rappaschrofen (ein Teil des Hohen Fraßens), vom Armatin-Höhenweg aus gesehen.Hoher Fraßen über Rappaschrofaweg und Tiefenseesattel (1562 m): 4 Stunden
- Abstieg nach Bludenz (direkt, über den Armatinweg oder den Armatin-Höhenweg)

## Herkunft des Namens
Im Volksmund wird mit „Muttersberg“ oft der bewaldete Gipfel der Madeisakopfes (1402 m) gemeint, wie ja auch der Name nahelegt – eigentlich handelt es sich aber um eine  von Wald- und Weideflächen durchsetzte Streusiedlung mit etwa 15 Gebäuden nordwestlich und unterhalb des Madeisakopfes, großteils an und unterhalb der Forststraße zum Tiefenseesattel.
Das auf 1300 bis 1400 Meter Höhe gelegene Gebiet ist nach dem Familiennamen „Muther“ benannt und war schon im 14. Jahrhundert von Walsern bewohnt. Einst wurden hier die Höfe in Dreistufenwirtschaft bewirtschaftet – bis 1969 auch der letzte Bergbauer ins Tal zog. Diese Siedlungsform wird in Vorarlberg auch Maisäß genannt. Das Gebiet des Muttersbergs wird aber in der warmen Jahreszeit weiterhin rege zur Weidetierhaltung genutzt.

## Muttersberg-Trail 1401
Der Muttersberg-Trail ist eine Downhill-Strecke, die mit Downhill-Fahrrädern gefahren wird. Die Strecke startet auf dem Muttersberg, auf 1401 m Seehöhe, verläuft nahezu ausschließlich im Wald und ist 4,5 km lang. Über zahlreiche Northshore-Elemente, wie auch einige Wallrides und Drops, werden 720 Höhenmeter überwunden. Der Trail ist herausfordernd und für erfahrene Fahrer geeignet.